# Ridwan (Leichtathlet)
Ridwan (* 25. Mai 1989) ist ein ehemaliger indonesischer Leichtathlet, der sich auf den Mittelstreckenlauf spezialisiert hat.

## Sportliche Laufbahn
Erste internationale Erfahrungen sammelte Ridwan im Jahr 2010, als er bei den Hallenasienmeisterschaften in Teheran im 3000-Meter-Lauf in 9:03,53 min den siebten Platz belegte, wie auch bei den Leichtathletik-Asienmeisterschaften 2011 in Kōbe in 3:48,52 min im 1500-Meter-Lauf. Anschließend siegte er bei den Südostasienspielen in Palembang in 3:47,63 min über 1500 Meter und belegte über 800 Meter in 1:57,39 min den neunten Platz. 2013 gewann er dann bei den Südostasienspielen in Naypyidaw in 3:58,37 min die Bronzemedaille über 1500 Meter hinter dem Malaysier Mohd Jironi Riduan und Dương Văn Thái aus Vietnam. Zudem gewann er auch im 5000-Meter-Lauf in 14:27,69 min die Bronzemedaille, diesmal hinter dem Vietnamesen Nguyễn Văn Lai und Boonthung Srisung aus Thailand. 2015 wurde er bei den Südostasienspielen in Singapur in 3:49,95 min Vierter über 1500 Meter und im Jahr darauf beendete er in Bogor seine aktive sportliche Karriere im Alter von 27 Jahren.
In den Jahren 2010 und 2013 wurde Ridwan indonesischer Meister im 1500-Meter-Lauf.

## Persönliche Bestleistungen
- 800 Meter: 1:51,11 min, 12. September 2012 in Rumbai
- 1500 Meter: 3:47,63 min, 13. November 2011 in Palembang
- 5000 Meter: 14:27,69 min, 17. Dezember 2013 in Naypyidaw
  - 3000 Meter (Halle): 9:03,53 min, 24. Februar 2010 in Teheran